# كهوف أوزارك
كهوف أوزارك (بالإنجليزية: Ozark Caverns)‏؛ هي مجموعة من الكهوف التي تقع في مقاطعة كامدين في الولايات المتحدة.

## السياحة
تعد «كهوف أوزارك» إحدى مواقع الجذب السياحي في مقاطعة كامدين في ولاية ميزوري الأمريكية.